# Drielandenbrug
De Drielandenbrug (Duits: Dreiländerbrücke, Frans: La passerelle des Trois Pays) is een boogbrug voor fietsers en voetgangers over de Rijn, gelegen bij het Duitse Weil am Rhein aan de ene oever, en het Franse Huningue aan de andere oever. Verder ligt de brug ongeveer 200 meter van de grens met Zwitserland - het derde land.
De Drielandenbrug is de langste boogbrug met één enkele boog ter wereld in de categorie voetgangers- en fietsersbrug.
De brug is ontworpen door Dietmar Feichtinger. De 346 meter lange brug heeft een overspanning van 238 meter. Voor de bouw was 1012 ton staal, 1798 kubieke meter beton en 805 meter kabel nodig. De brug werd nabij Huningue in elkaar gezet en op 26 november 2006 naar haar huidige plek gebracht. Op 30 maart 2007 vond de opening plaats.
Over deze fietsbrug lopen de Europese langeafstandsfietsroutes EuroVelo 6 (Atlantische Kunst - Zwarte Zee) en 15 (Rijnroute).